# دونالد بي غرينبيرغ
دونالد بي غرينبيرغ (بالإنجليزية: Donald P. Greenberg)‏ هو مهندس وعالم حاسوب ولاعب كرة قدم أمريكي، ولد في 1934.